# Francisco Javier Rodríguez Vílchez
Francisco Javier Rodríguez Vílchez, noto solo come Francisco (Almería, 17 giugno 1978), è un allenatore di calcio ed ex calciatore spagnolo, di ruolo attaccante.

## Carriera

### Giocatore
Nella stagione 2004-2005 ha giocato 27 partite in massima serie con l'Albacete; ha giocato anche in seconda divisione con l'Almería e con l'Alicante.

### Allenatore
Dal 2011 al 2013 allena la squadra riserve dell'Almería, di cui nel 2013 assume la carica di allenatore della prima squadra.
Il 10 ottobre 2018 rimpiazza Leo Franco alla guida dell'Huesca in Liga, non riuscendo a evitare la retrocessione del club, da cui si separa a fine stagione.
Torna in panchina il 30 giugno 2020 diventando il nuovo allenatore del Girona.
Il 28 novembre 2021 torna in Liga venendo assunto dall'Elche, ottenendo la salvezza. Confermato anche l'anno successivo, il 4 ottobre 2022 viene esonerato.
Il 28 giugno 2023 diventa il nuovo tecnico del Rayo Vallecano.